# Laurbjerg Kirke
Laurbjerg Kirke er en kirke i Laurbjerg, Laurbjerg Sogn i Favrskov Kommune (tidligere Langå Kommune).
I kirkens våbenhus står Laurbjergstenen.
- Laurbjergstenen

## Eksterne kilder og henvisninger
- Laurbjerg Kirke hos KortTilKirken.dk

- Wikimedia Commons har flere filer relateret til Laurbjerg Kirke